# Bundesstraße 273
Die Bundesstraße 273 (Abkürzung: B 273) beginnt in Potsdam an der B 2 und endet nordwestlich von Bernau an der A 11. Ein ca. 10 km langes Teilstück zwischen der Anschlussstelle Potsdam-Nord der A 10 und der B 5 bei Wustermark wurde 2006 zur Landesstraße 204 herabgestuft, ein weiteres 19 Kilometer langes nordwestlich Berlins 2015 ebenfalls, da sie parallel zur A 10 (Berliner Ring) verlaufen.

## Geschichte
Die Reichsstraßennummer 273, die zunächst einige Jahre lang eine kurze Strecke zwischen Ludwigshafen am Rhein und Limburgerhof bezeichnet hatte, wanderte Ende der 1930er Jahre nach Brandenburg, um nun eine Verbindung zwischen der Reichs- und heutigen Bundesstraße 2 nördlich Potsdam und dem vorläufigen Ausbauende des Berliner Rings an der heutigen Anschlussstelle Potsdam-Nord zu bezeichnen. Diese Fernverkehrsstraße 273 wurde erst zu Beginn der 1960er Jahre von der DDR verlängert, um West-Berlin zu umgehen.
Der Bau der Chaussee Potsdam–Wustermark, die Potsdam mit der Berlin-Hamburger Chaussee verbinden sollte, begann 1840 und war 1844 beendigt.
Bis 1925 lag der Muthesiusbau, das Sendegebäude des Senders Nauen, fast direkt an der heutigen B 273. Infolge einer Geländeerweiterung der Sendeanlagen umgeht die Straße seither das weiträumige Areal der Sendeanlage in großem Bogen ostwärts. Diese Umgehung führt zu einem charakteristischen Bogen in ihrem Verlauf.

## Verlauf

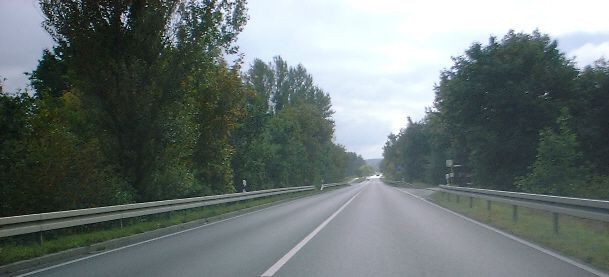
Bundesstraße 273 nördlich von Potsdam bei Marquardt, Blick nach Südosten

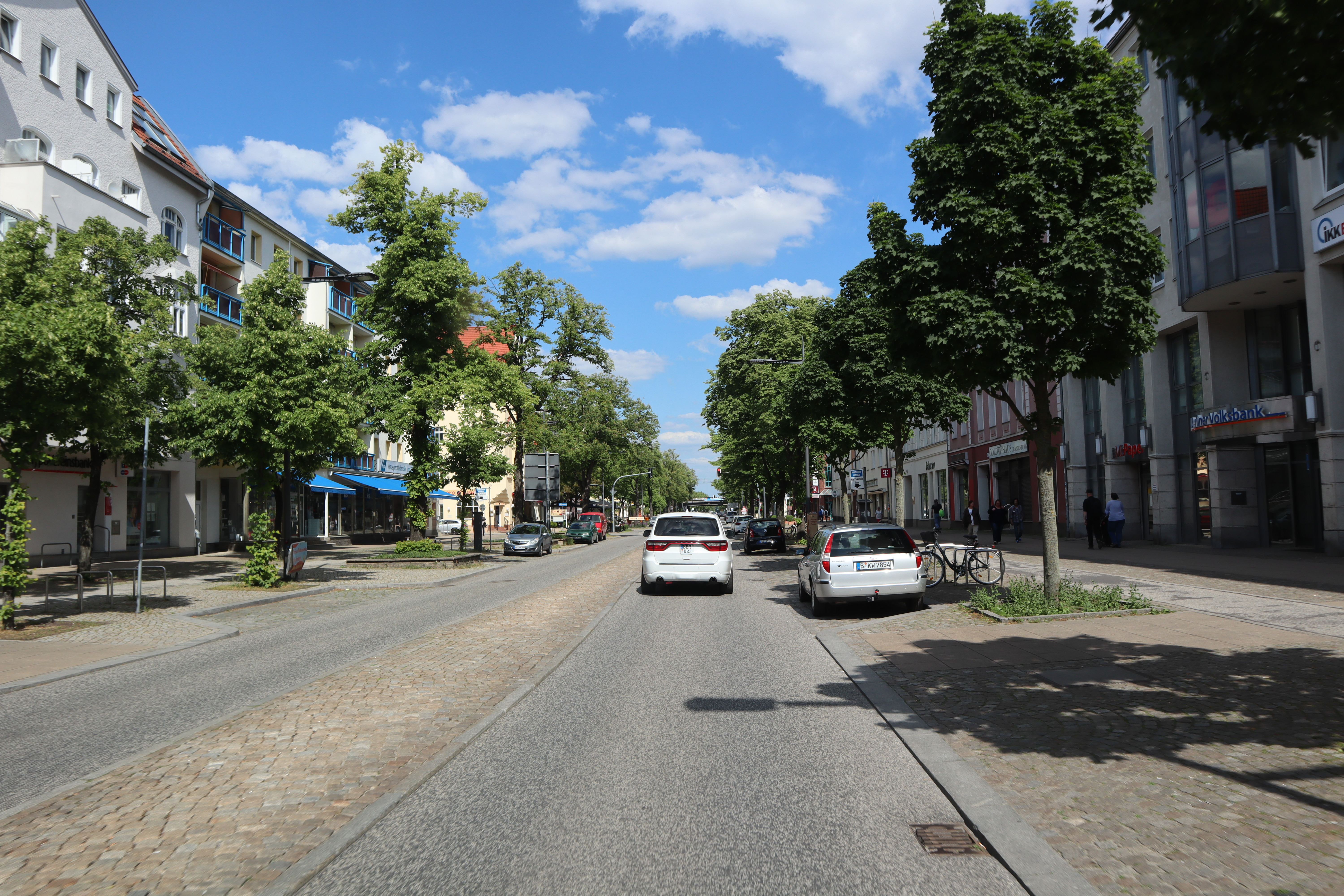
Bundesstraße 273 in Oranienburg

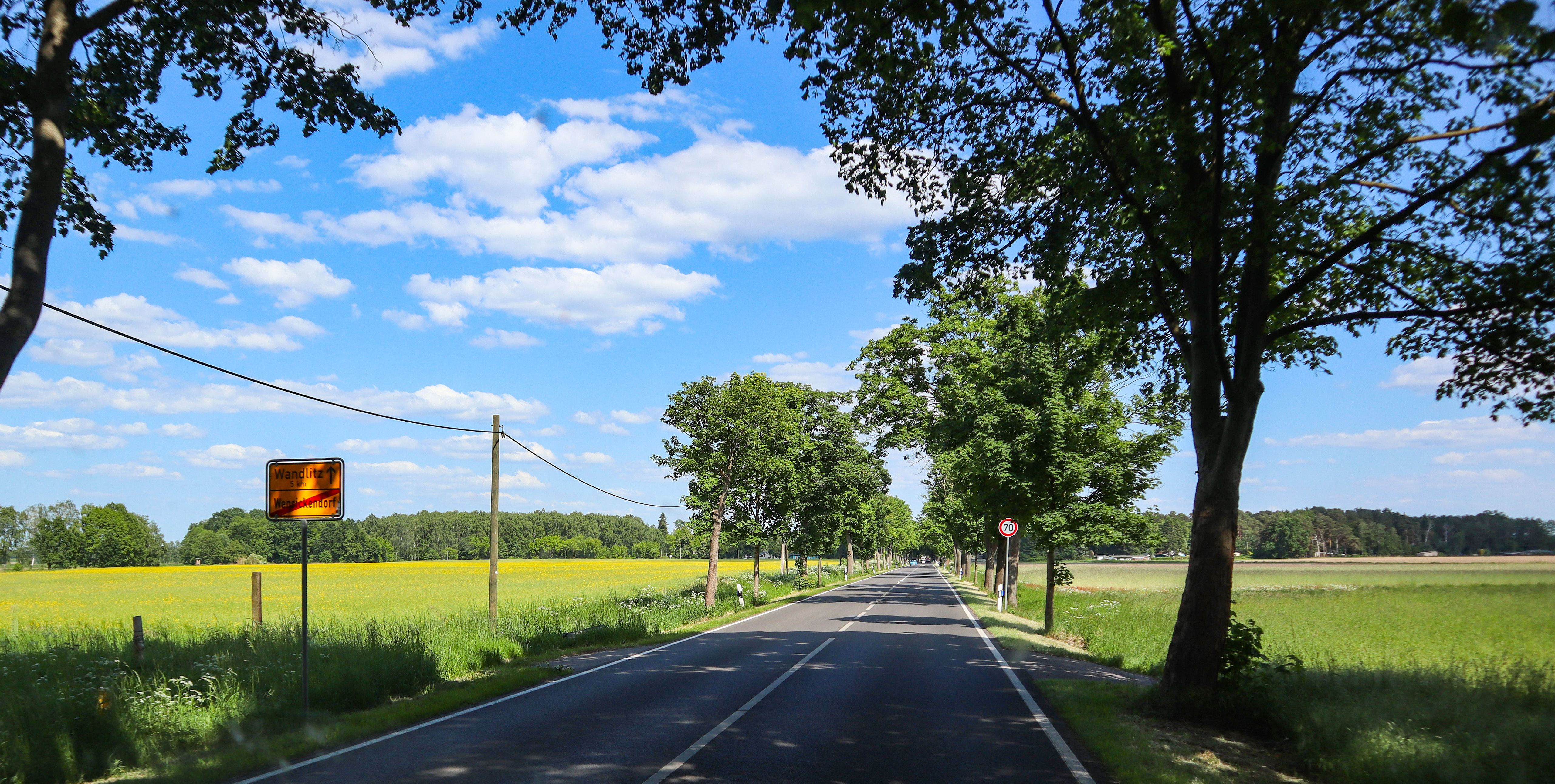
Bundesstraße 273 bei Oranienburg, Richtung Wandlitz

Die Bundesstraße 273 beginnt in Potsdam an der Einmündung Hegelallee / Schopenhauerstraße und läuft nordwestlich über die Schopenhauerstraße und Bornstedter Straße, in den Stadtteilen Bornstedt und Bornim über die Potsdamer Straße und die Rückertstraße, um bis zur Stadtgrenze der Marquardter Chaussee zu folgen. Die Straße quert den Sacrow-Paretzer Kanal, führt östlich am Potsdamer Ortsteil Marquardt vorbei und danach über den Berliner Eisenbahn-Außenring.
Ab der Autobahnanschlussstelle Potsdam-Nord ist die B 273 unterbrochen. Sie wird bis zur Autobahnanschlussstelle Berlin-Spandau durch die A 10 und von dort bis Nauen durch die B 5 ersetzt.
Von Nauen führt die B 273 zur Anschlussstelle Kremmen der A 24.  Der 19 km lange Abschnitt zwischen A 24 und B 96 ist zum 1. Januar 2015 zur brandenburgischen Landesstraße 170 abgestuft worden. Nach der Kreuzung mit der B 96 erreicht die B 273 Oranienburg. Nach den Oranienburger Ortsteilen Schmachtenhagen und Wensickendorf führt sie durch Wandlitz, berührt die ehemalige Waldsiedlung und endet an der Anschlussstelle Wandlitz der A 11.